# Thecturota exigua
Thecturota exigua är en skalbaggsart som beskrevs av Thomas Casey 1893. Thecturota exigua ingår i släktet Thecturota och familjen kortvingar. Inga underarter finns listade i Catalogue of Life.